# Lustrochernes subovatus
Lustrochernes subovatus är en spindeldjursart som först beskrevs av With 1908.  Lustrochernes subovatus ingår i släktet Lustrochernes och familjen blindklokrypare. Inga underarter finns listade i Catalogue of Life.